# 手稻區
手稻区（日语：／ Teine ku */?）是位于北海道札幌市北部的一区。於1989年由西区分出設置。
南側以手稻山和新川與西區分隔，西側以手稻山系與南區、小樽市為界。
位於西南的手稻山海拔1,023.7公尺，成為手稻區的象徵，附近的星置瀑布（星置の滝）和乙女瀑布（乙女の滝）也市區內的主要自然景觀景點。 
名稱被認為是源自阿伊努語的「teyne-nitat」（溼地）或「teyne-i」（濕的東西），指的是過去位於山腳邊的溼地。

## 歷史
根據手稻遺跡發現的文物，最早在西元前2000年時就有人類居住於此；而近代的開發是在北海道開拓初期，手稻地區在北海道開拓初期是連接小樽港和札幌市區的物資運輸中繼點，因此逐漸形成一個聚落，並吸引移民前來開墾。

### 年表
- 1872年：手稻村從發寒村（發寒村後來被併入琴似村，現為札幌市北區的一部份）。
- 1874年：手稻村分割為下手稻村和上手稻村。
- 1902年4月1日：手稻村成為北海道二級村。
- 1951年11月1日：手稻村改制為手稻町。
- 1967年3月1日：手稻町被併入札幌市。
- 1972年4月1日：札幌市成為政令指定都市，手稻地區被列入西區。
- 1989年11月6日：從西區分區，設置手稻區。